# Надрибе-Указове
Надрибе-Указове (пол. Nadrybie Ukazowe) — село в Польщі, у гміні Пухачув Ленчинського повіту Люблінського воєводства.
Населення — 153 особи (2011).

## Демографія
Демографічна структура станом на 31 березня 2011 року:
|          | Загалом | Допрацездатний вік | Працездатний вік | Постпрацездатний вік |
| -------- | ------- | ------------------ | ---------------- | -------------------- |
| Чоловіки | 72      | 19                 | 41               | 12                   |
| Жінки    | 81      | 22                 | 44               | 15                   |
| Разом    | 153     | 41                 | 85               | 27                   |